# Infinity Watch
Infinity watch là tên của ba tổ chức hư cấu xuất hiện trong truyện tranh Mỹ xuất bản bởi Marvel Comics. Phiên bản đầu tiên của Infinity Watch đã được tập hợp trong Warlock và Infinity Watch # 1, và đóng vai chính trong loạt phim đó cho đến khi nó kết thúc với vấn đề # 42. Sáu thành viên là những người bảo vệ tự bổ nhiệm của Infinity Stones, mỗi người được trao cho một thành viên duy nhất để bảo vệ chống lại bất kỳ ai khác lắp ráp chúng vào Infinity Gauntlet

## Lịch sử nhóm hư cấu

### Phiên bản của Adam Warlock
Khi Adam Warlock có được sở hữu của toàn năng Infinity Gauntlet (có chứa sáu Infinity Gems) từ Thanos, ông được sắp xếp theo các Tòa án Living để tách các Gems để họ có thể không bao giờ được sử dụng kết hợp một lần nữa.  Warlock hình thành Infinity Watch, ủy thác từng thành viên với một Infinity Gem để bảo vệ (giữ bản sắc của thành viên thứ sáu là một bí mật thậm chí từ đồng bào của mình Infinity Watch-thành viên). Dưới ảnh hưởng của Gauntlet, Warlock không nằm trong suy nghĩ đúng đắn của mình và thậm chí anh ta tự hỏi liệu sau này anh ta có lựa chọn đúng hay không.
Ban đầu, Warlock không có ý định cho Watch trở thành một đội; anh tin rằng những viên đá quý sẽ an toàn hơn nếu tất cả chúng được giữ riêng, nhưng kẻ thù cũ của Warlock, Man-Beast, bắt cóc bốn thành viên Infinity Watch và thao túng đá quý của chúng trong nỗ lực tiêu diệt Warlock. Sau khi Man-Beast bị đánh bại, Infinity Watch đã chọn ở lại với nhau như một đội anh hùng, ngoại trừ Thanos. Tuy nhiên, Thanos, đã trải qua một thời gian khiêm nhường sau vụ Infinity Gauntlet, đã không lạm dụng viên ngọc của mình, nhưng vẫn giữ nó an toàn.
Warlock đàm phán một thỏa thuận với Mole Man để sử dụng một lâu đài trên Đảo Quái vật làm căn cứ của Watch. Với sự giúp đỡ của The Avengers và Warlock, Liên Hợp Quốc công nhận chủ quyền của Đảo Mole Man (sau trận chiến không có tử vong với Đồng hồ). Đồng hồ vô cực tiếp tục đối phó với nhiều kẻ thù khác, hầu hết trong số họ quan tâm đến sức mạnh mà Đá quý có thể trao cho chủ nhân của chúng. Các đối thủ khác có lợi ích cá nhân trong các thành viên Infinity Watch.
Một người đàn ông mất trí nhớ xuất hiện trên Đảo Quái vật và được Watch đưa vào bất chấp cảnh báo của Gamora. Gamora, nắm giữ viên ngọc thời gian, có tầm nhìn về người đàn ông này giết Adam Warlock. Đồng hồ đặt tên cho người đàn ông Maxam theo một biểu tượng được tìm thấy trên thắt lưng của anh ta và anh ta tham gia Đồng hồ, bất chấp sự bùng nổ dữ dội chống lại Warlock.
Đồng hồ cũng tham gia vào các sự kiện của Infinity War và Infinity Crusade, cả hai đều xuất phát từ các sự kiện của Infinity Gauntlet.
Một lúc sau Gamora rời đội sau cuộc cãi vã với Adam Warlock. Maxam trở thành Người bảo vệ mới của Viên ngọc thời gian. Điều này khiến ký ức của anh trở lại; anh ta tin rằng Warlock là mối nguy hiểm cho thế giới quê nhà của anh ta. Dưới ảnh hưởng thần giao cách cảm của Moondragon, Maxam tin rằng anh ta đã bẻ cổ Warlock và trở về thế giới của chính mình.
Trong khi đó, Rune đánh cắp tất cả các Viên ngọc Vô cực và đưa chúng đến Ultraverse. Khi Gamora, Maxam và những viên đá quý biến mất, Đồng hồ tan rã. Mặc dù các viên đá quý cuối cùng đã được đưa trở lại Vũ trụ Marvel, Đồng hồ vẫn chưa được thiết lập lại hoàn toàn; tuy nhiên, Adam Warlock, Gamora và Pip đã thể hiện nỗ lực lật đổ Nhà vô địch của vũ trụ Skardon trong sê-ri 2004200200200 She-Hulk, và tại một thời điểm đã tuyển dụng Drax để hỗ trợ cho những nỗ lực của họ.

### Phiên bản của Doctor Strange
Ở phần cuối của cốt truyện " Infinity Countdown ", Doctor Strange đã sử dụng một câu thần chú để nói chuyện với những người nắm giữ Viên ngọc Vô cực và yêu cầu một cuộc cải cách để cải tổ Đồng hồ Vô cực. Anh ta nói với Adam Warlock, bản sao của Black Widow, Captain Marvel, Star-Lord và Turk Barrett rằng họ cần bảo vệ họ khỏi những tai họa như vậy ngay cả khi một trong số họ là Thanos.

### Phiên bản của Loki
Để lấy lại linh hồn bị mắc kẹt trong Thế giới linh hồn, Gamora sử dụng bí danh Requiem, đã đánh cắp Infinity Stones từ Infinity Watch của Doctor Strange, nhưng cuối cùng bị hủy hoại bởi ảnh hưởng của cha cô và sức mạnh quyến rũ của Infinity Stones. Cô đặc biệt sử dụng Viên đá Vô cực và Viên đá Linh hồn, không chỉ phục hồi linh hồn bị mất của mình mà còn gấp vũ trụ thành chính nó, kết hợp mỗi hai linh hồn thành một sinh vật duy nhất. Điều này dẫn đến việc tạo ra các nhân vật của War warped với Loki là người duy nhất không hợp nhất với một nhân vật khác kể từ khi anh ta ở bên cạnh Requiem, tuy nhiên, trước khi anh ta được đưa vào thực tế mới này, anh ta đã có thể tác động nhẹ đến cô trong khi cô ấy đang thực hiện hành động đó để anh ta có thể lừa phiên bản Infinity Watch của riêng mình trong Thế giới linh hồn.

## Tư cách thành viên

### Các thành viên của phiên bản Adam Warlocks
Nhiều thành viên của Đồng hồ vô cực đã được chọn vì không có khả năng hoặc không sẵn sàng sử dụng toàn bộ tiềm năng được giao của Gem.
- Adam Warlock - Thủ lĩnh và người bảo vệ Soul Gem. Warlock đã loại bỏ những phần tốt và xấu trong tính cách của anh ta trong khi cầm chiếc găng sắt làm hạn chế khả năng khai thác các khía cạnh của Soul Gem. Tuy nhiên, Warlock đã sở hữu một liên minh với viên ngọc có thể chưa từng là đối thủ trước đó hoặc kể từ đó.
- Drax the destoyer - Người bảo vệ Đá quý Sức mạnh. Bị tổn thương não, Drax the Kẻ hủy diệt chỉ có khả năng khai thác một cách vô thức vào tiềm năng đá quý của anh ta, và chỉ phục vụ để làm cho sức mạnh vốn đã ghê gớm của anh ta gần như vô hạn. Sai lầm Power Gem của mình với một hạt thạch, Drax nuốt nó. Vì đá quý là không thể phá hủy và khó tiêu, nên đá quý, như Warlock nhận xét, "an toàn ở đó như mọi nơi." Drax sau đó bị một cú đánh vào bụng trong khi chiến đấu với Thor, và từ bỏ nó trong một thời gian. Khi Drax lấy lại viên đá quý, đồng đội của anh đã chọn gắn nó vào thắt lưng để anh "không thể mất nó lần nữa mà không mất quần."
- Gamora - Người bảo vệ gốc của viên ngọc thời gian. Gamora không bao giờ có bất kỳ mong muốn hay ý định sử dụng Time Gem một cách có ý thức, mặc dù cô đã trải nghiệm những tầm nhìn không thường xuyên về tương lai, thông thường liên quan đến việc thấy Warlock gặp nguy hiểm. Warlock đã chọn cô ra khỏi tình cảm cá nhân, cũng như kiến thức rằng, là một trong những chiến binh có khả năng nhất của thiên hà, cô sẽ có thể bảo vệ viên ngọc khỏi những tên trộm tiềm năng. Cô giữ Gem trong túi giống như chiếc ví trên thắt lưng, vì cô sợ khai thác sức mạnh của nó.
- Maxam - Người bảo vệ thứ hai của viên ngọc thời gian.
- Moondragon - Người bảo vệ viên ngọc tâm trí. Đã là một thần giao cách cảm đặc biệt, Moondragon có được khả năng ngoại cảm và thần giao cách cảm gần như vô hạn từ Mind Gem, nhưng những thất bại và thiệt hại trước đây đối với bản ngã của cô khiến cô thiếu tự tin để khai thác sức mạnh lớn hơn của nó. Ngoài ra, do quá khứ không đáng tin cậy của mình, Warlock đã chọn cài đặt các biện pháp bảo vệ vào viên ngọc để đảm bảo hành vi tốt của mình. Trong số các biện pháp bảo vệ này là không có khả năng đọc được suy nghĩ của những người nắm giữ Đá quý khác.
- Pip the Troll - Người bảo vệ Đá quý Không gian. Pip có phần hèn nhát và tự bảo vệ mình, và sẽ giữ cho Space Gem của mình an toàn vì anh ta sẽ dịch chuyển đến nơi an toàn ngay khi có dấu hiệu rắc rối đầu tiên. Anh ta cũng không sở hữu trí thông minh trên mức trung bình, và do đó không có nguy cơ cố gắng khai thác đá quý cho bất cứ điều gì ngoài việc dịch chuyển tức thời đơn giản của anh ta và những người khác. Pip giữ viên Đá quý giữa các ngón chân, giải thích: "Một viên đá quý trên trán không phải là vẻ ngoài của tôi." Nó được ngụ ý rằng Pip có thể đã giấu viên đá quý ở vùng sau của mình.
- Thanos - Đồng minh và người bảo vệ của Đá quý thực tế. Trong khi việc sở hữu Viên ngọc thực tế của Thanos có thể ban cho anh ta hầu như bất cứ thứ gì anh ta muốn, một Captain Marvel tạm thời hồi sinh cho rằng Thanos được Warlock chọn vì anh ta là người duy nhất trong vũ trụ đủ khôn ngoan để không sử dụng nó. Anh ta hiểu ra khi anh ta cầm Găng tay mà sức mạnh lớn hơn sẽ không thỏa mãn anh ta. Anh ta cũng biết rằng Đá quý thực tế theo cách riêng của nó là loại đá quý nguy hiểm nhất và yêu cầu sử dụng đồng thời các viên Đá quý khác để kiểm soát sức mạnh của nó.

### Các thành viên của phiên bản Doctor Strange
- Doctor Strange - Thủ lĩnh và người bảo vệ viên ngọc thời gian.
- Adam Warlock - Người bảo vệ viên ngọc linh hồn.
- Black Widow - Bản sao của bản gốc và người bảo vệ của Space Gem.
- Captain Marvel - Người bảo vệ của Đá quý Thực tế.
- Star-Lord - Người bảo vệ viên ngọc quyền lực. Sau đó, nó tiết lộ rằng Power Gem Star-Lord nắm giữ là giả và Đá thật là với Requiem (Gamora)
- Turk Barrett - Người bảo vệ Đá quý Tâm trí.

### Thành viên của phiên bản Loki
- Loki - Thủ lĩnh và người bảo vệ Viên đá Linh hồn
- Emma Frost - Người bảo vệ hòn đá quyền lực
- Hulk - Người bảo vệ Đá Không gian
- Ant-Man - Người bảo vệ viên đá thời gian
- Kang the Conqueror - Người bảo vệ hòn đá thực tế
- Bà Marvel - Người bảo vệ hòn đá tâm trí

## Các phiên bản khác
Một đội có tên Infinity Watch tồn tại vào năm 3193, lần đầu tiên xuất hiện trong Uncanny Avengers # 16. Được dẫn dắt bởi Immortus, nó bao gồm Captain Marvel, Silver Surfer, Martinex, Yondu, Starhawk, Adam Warlock và Vision với sức mạnh của Phượng hoàng.

## Trong phương tiện khác
Trong trò chơi điện tử năm 2017 Marvel vs Capcom: Infinite, trong một kế hoạch được Jedah Domah và Mistress Death kết hợp để kết hợp cả Vũ trụ Marvel và đa vũ trụ Capcom để mang lại trạng thái cân bằng, sử dụng Infinity Stones, họ tranh thủ sự giúp đỡ của Thanos và Ultron trong thành phố Abel xâm nhập. Tuy nhiên, anh bị Sigma chặn lại và họ lập thành một liên minh, phản bội Thanos và sử dụng Đá không gian và Đá thực tế để hợp nhất thành Ultron-Sigmavà thành công trong việc kết hợp thực tế Marvel và Capcom. Sau khi đánh bại Ultron-Sigma vào cuối game, Viên đá Thực tế bị phá vỡ, do đó không thể phục hồi và tách rời các thực tại kết hợp. Giờ đây, không còn lựa chọn nào khác ngoài việc sống trong thế giới thống nhất, các anh hùng quyết tâm bảo vệ từng viên đá từng viên một để ngăn chặn chúng không bị sử dụng nữa, để tránh thảm họa tương tự xảy ra một lần nữa, song song với mục đích của Infinity Watch.